# Narcotina
Narcotina ou noscapina (C22H23NO7) é uma das substâncias alcaloides contidas no ópio, tal como a morfina e outras. É usada como antitussígeno, sudoríparo e antipirético mas não tem efeito analgésico.